# Eulychnia breviflora
Classification APG III (2009)
Espèce
Statut de conservation UICN

 LC  : Préoccupation mineure
Statut CITES
Eulychnia breviflora est une espèce de cactus arborescent endémique des régions de Coquimbo et d'Atacama, dans le nord du Chili. Tout comme Eulychnia acida, E. breviflora porte des fruits comestibles qui, contrairement à ceux de E. acida, portent des villosités et des épines sur leurs écailles.

## Description
E. Breviflora est un cactus colonnaire buissonnant ou arborescent. Il porte des fleurs et des fruits, qui se forment préférentiellement du côté Nord de la tige, qui bénéficie d'un meilleur ensoleillement (l'habitat de la plante étant situé au sud du Tropique du Capricorne).

## Systématique
Le nom correct complet (avec auteur) de ce taxon est Eulychnia breviflora Phil..
Eulychnia breviflora a pour synonymes :
- Cereus chiloensis var. heteromorphus (Monv.) K.Schum.
- Cereus coquimbanus K.Schum.
- Cereus heteromorphus Monv.
- Cereus longispinus Salm-Dyck
- Cereus longispinus Salm-Dyck ex Otto & A.Dietr.
- Cereus panoplaeatus Monv.
- Eulychnia barquitensis F.Ritter
- Eulychnia breviflora var. tenuis F.Ritter
- Eulychnia longispina (Salm-Dyck ex Otto & Dietr.) F.Ritter
- Eulychnia procumbens Backeb.
- Eulychnia saint-pieana subsp. tenuis (F.Ritter) Guiggi
- Eulychnia saint-pieana var. barquitensis (F.Ritter) A.E.Hoffm.
- Eulychnia saint-pieana F.Ritter